# 공정추진위원회
공정추진위원회는 2019년에 서울대학교 집회 추진위원회를 중심으로 서울대, 연세대, 고려대, 부산대, 카이스트 등의 16 개 대학교의 구성원들이 정부에 공정한 사회를 위한 구체적 대책의 실행을 요구하기 위해 세운 단체이다.

## 집회
- 2019년
  - 11월 2일 광화문에서 조국 사태를 포함해 문재인 정부의 총체적 기만을 규탄하는 첫 집회를 진행하였다.[1]
  - 11월 30일 광화문에서 오후 6시에 모여, '우리가 원하는 공정한 대한민국’ 제3차 청년대학생 집회를 개최하였다. 내용은 문재인 정부의 소득주도성장 정책의 허점과 한계에 대한 비판이 주를 이뤘다.[2]
  - 12월 22일 광화문에서 오후 7시에 모여, 문재인 정부의 안보 정책의 친북적 방향성, 대일 외교의 비일관성을 비판하였다.
- 2020년 
  - 1월 18일 오후 5시에 '검찰 학살'을 규탄하는 '선거 개입 STOP!' 집회를 개최하였다. 주최 측은 "공수처법·선거법을 날치기 통과시키고, 검찰 수사를 무력화하기 위해 검찰 학살 인사를 단행했다"며 "자유민주주의에 반하고 독재 체제로 나아가려 하는 문재인 정권을 규탄하고자 집회를 한다"고 입장을 밝혔다.[3]

## 외부 사이트
- 페이스북 페이지